# 300 North LaSalle
300 North LaSalle je mrakodrap stojící v Chicagu (USA). Budova budovaná v letech 2006–2009 má 60 podlaží a výšku 239 m a řadí se tak mezi 15 nejvyšších budov ve městě. Podlahová plocha je asi 120 000 m2, většinu zabírají kanceláře, ale v nižších patrech se nachází i obchody a restaurace a v podzemí jsou 3 patra garáží.